# Corny-sur-Moselle
Corny-sur-Moselle è un comune francese di 2 236 abitanti situato nel dipartimento della Mosella nella regione del Grand Est.

## Società

### Evoluzione demografica
Abitanti censiti